# أيمن بن نابل
أيمن بن نابل أبو عمران، الحبشي، المكي، الضرير، الطويل من رواة الحديث وهو ثقة، من موالي آل أبي بكر الصديق، من صغار التابعين. وكان من العباد الأخيار، وكان لا يفصح -أي يبين كلامه- وكانت فيه لكنة. اجتاز بدمشق حين توجه إلى غزو الروم. قال أيمن بن نابل: كنت أسير مع مجاهد في أرض الروم فسألته عن صوم السفر فقال: صم فأنا الساعة صائم.

## روايته للحديث النبوي
- روى عن قدامة بن عبد الله وله صحبة ما وعن طاووس والقاسم بن محمد وأبي الزبير المكي وطائفة.
- حدث عنه: سفيان الثوري ومعتمر بن سليمان ووكيع وأبو داود والضحاك بن مخلد وعبد الرزاق وخلق.[2]

## الأقوال فيه
الجرح والتعديل
- أبو أحمد بن عدي الجرجاني: لا بأس به فيما يرويه، ولم أر أحدا ضعفه ممن تكلم في الرجال، وأرجو أن أحاديثه لا بأس بها صالحة.
- أبو حاتم الرازي: شيخ.
- أبو حاتم بن حبان البستي: كان يخطئ، ويتفرد بما لا يتابع عليه، ويحدث على التوهم والحسبان.
- أبو عبد الله الحاكم النيسابوري: ثقة.
- أبو عيسى الترمذي: ثقة عند أهل الحديث.
- أحمد بن شعيب النسائي: لا بأس به، وأنكر عليه زيادته في أول التشهد بسم الله وبالله.
- أحمد بن صالح الجيلي: ثقة.
- ابن حجر العسقلاني: صدوق يهم، مرة: له عند البخاري حديث واحد أخرجه متابعة وروى له أصحاب السنن غير أبي داود، وتكلموا فيه لزيادة في حديث واحد لعلها مدرجة.
- الحسن بن علي الطوسي: ثقة.
- الدارقطني: ليس بالقوي، خالف الناس وأنكر عليه زيادته في أول التشهد بسم الله وبالله.
- سفيان الثوري: ثقة.
- عباس بن محمد الدوري: كان فصيحًا، وكان عابدًا فاضلا، يحدث عنه بزهد وفضل.
- علي بن المديني: كان ثقة، وليس بالقوي.
- محمد بن عمار الموصلي: ثقة.
- مصنفوا تحرير تقريب التهذيب: قوي.
- يحيى بن معين: ثقة، ومرة: شيخ ثقة، لم يكن يفصح فيه لكنة.
- يعقوب بن شيبة السدوسي: مكي صدوق، وإلى الضعف ما هو، ومرة: فيه ضعف، نقله عنه الذهبي في تذهيب التهذيب.